# Граф Нортгемптон
Граф Нортгемптон (англ. Earl of Northampton) — один з дворянських титулів середньовічної Англії, який зберігся досі. З 1812 р. цей титул носять маркізи Нортгемптон.

## Історія титулу
В англосаксонський період Нортгемптоншир мав тісний зв'язок із Північною Англією та зазвичай підпорядковувався ерлам Нортумбрії. Після нормандського завоювання графом Нортумбрії, Нортгемптонширу, Хантінгдонширу, Бедфордширу та, схоже, Кембриджширу став Вальтеоф, єдиний англосксонський ерл, що зберіг свої володіння та вплив і при королях Нормандської династії. У 1075 р. Вальтеоф став одним з організаторів заколоту трьох графів, який був жорстоко придушений Вільгельмом Завойовником. Титули та володіння Вальтеофа були конфісковані. Але біля 1090 р. його дочка Матильда була видана заміж за ангонормандського аристократа Симона де Санліса, що стало підставою для передачі значної частини середньоанглійських володінь Вальтеофа з титулом графа Хантінгдона і Нортгемптона Симону та Матильді. Симон де Санліс помер у 1109 р. Через короткий час після цього Матильда вийшла заміж за майбутнього короля Шотландії Давида І. Після смерті Матильди у 1130 р. її володіння перейшли до сина від другого шлюбу Генріха Шотландського, а нащадки Симона де санліса були відсторонені від спадку. Це призвело до довготривалого конфлікту між шотландськими монархами та родом де Санліс за багаті середньоанглійські володіння. Представники шотландської лінії носили титул графа Хантігдона, тоді як нащадки Симона де Санліса носили титул графів Нортгемптон, хоча земельні володіння, що відносились до цих титулів були ті ж самі. Фактичне володіння землями залежало від політичної кон'юнктури в Англії: коли англійські монархи були зацікавлені у мирних відносинах із Шотландією, вони визнавали претензії шотландських претендентів, коли ж планувалась війна — володіння конфіскувались та передавались Санлісам. Так у 1140 р. король Стефан Блуаський затвердив за Симоном ІІ де Санлісом титул графа Нортгемтона і Хантінгдона та повернув йому землі матері. Але вже у 1157 р. новий король Генріх ІІ передав їх шотландському королю Малкольму IV. Лише у 1174 р. Симону ІІІ де Санлісу вдалося домогтися повернення собі земель, але з його смертю у 1184 р. дім де Санліс перервався і спірні території перейшли до шотландської лінії.

У 1337 р. сталась третя креація титулу графа Нортгемптона. Ним став Вільям де Богун, один з молодших синів Гемфрі, 4-го графа Херефорду, видатного полководця та політичного діяча XIV століття. Але зі смертю Вільяма Гемфрі у 1373 р. чоловіча лінія роду Богунів перестала існувати. Дочка останнього графа Марія де Богун біля 1380 р. вийшла заміж за Генріха Болінгброка, що стало підставою для надання йому у 1387 р. титулу графа Нортгемптона. Коли у 1399 р. Генріх Болінгброк захопив престол Англії і був коронований королем, як Генріх IV, титул графині Нортгемптон був наданий Анні Глостерській, племінниці Марії де Богун і дочці Томаса Вудстока, молодшого сина Едуарда ІІІ. З її у 1438 р. титул перестав використовуватись.

Його відновлення пов'язане з масовою роздачею титулів британським дворянам на початку правління Якова І Стюарта. У 1604 р. графом Нортгемптон став Генрі Говард, молодший син аристократа і поета Генрі Говарда. Він помер у 1614 р., не залишивши спадкоємців. Титул графа Нортгемтона у 1618 був наданий Вільяму Комптону, лорду-президенту Уельських марок. Його нащадки продовжують носити цей титул досі.

## Граф Нортгемптон, перша креація (1065/72)
- Вальтеоф (1065—1076)

## Граф Нортгемптон, друга креація (1080/90)
- Симон І де Санліс
- Симон ІІ де Санліс
- Симон ІІІ де Санліс

## Граф Нортгемптон, третя креація (1337)
- Вільям де Богун (1337—1360)
- Гемфрі де Богун (1360—1373)
- Генріх Болінгброк (1386—1399)
- Анна Глостерська (1399—1438)

## Граф Нортгемптон, четверта креація (1604)
- Генрі Говард (1604—1614)

## Граф Нортгемптон, п'ята креація (1618)
- Вільям Комптон, 1-й граф Нортгемптон (пом. у 1630)
- Спенсер Комптон, 2-й граф Нортгемптон (1601—1643)
- Джеймс Комптон, 3-й граф Нортгемптон (1622—1681)
- Джордж Комптон, 4-й граф Нортгемптон (1664—1727)
- Джеймс Комптон, 5-й граф Нортгемптон (1687—1754)
- Джордж Комптон, 6-й граф Нортгемптон (1692—1758)
- Чарльз Комптон, 7-й граф Нортгемптон (1737—1763)
- Спенсер Комптон, 8-й граф Нортгемптон (1738—1796)
- Чарльз Комптон, 9-й граф Нортгемптон (1760—1828), з 1812 р. маркіз.

В подальшом титул графа Нортгемптона, як другий, використовують маркізи Нортгемптон.